# The Outsider (A Perfect Circle)
The Outsider  è un singolo del gruppo musicale statunitense A Perfect Circle, pubblicato il 5 marzo 2004 come secondo estratto dal secondo album in studio Thirteenth Step.

## Descrizione
Il brano è stato inizialmente registrato con una chitarra acustica su un registratore a quattro piste ed è stato sviluppato dal chitarrista Billy Howerdel mentre si trovava in vacanza a Maui, periodo cui era solito guardare documentari sui talebani, proprio per questo a detta sua incorpora influenze dalla musica mediorientiale.

Dalle sonorità "pesanti" e un breakdown intenso,The Outsider spicca tra la maggior parte delle altre tracce dell'album, nettamente più calme e riflessive. È inoltre uno dei brani degli A Perfect Circle che si avvicina maggiormente allo stile dei Tool, altro gruppo del frontman Maynard James Keenan. A proposito del testo del brano, che racconta la tossicodipendenza dal punto di vista di un estraneo, Keenan ha spiegato:
Il singolo è presente come traccia giocabile nel videogioco Guitar Hero: Warriors of Rock.

## Video musicale
Il video, diretto da Steven Grasse e Mark Kohr, ha come protagoniste le Bikini Bandits ed è stato girato tra Los Angeles e Palmdale fra il 22 e il 23 gennaio 2004.
All'interno di esso viene mostrata una ragazza appena liberata dal carcere che in breve ricade negli stessi reati di offese e vandalismo, azioni per cui viene di nuovo arrestata con le sue compagne di scorrerie. Il commesso dell'emporio vandalizzato dalle ragazze ha sul cartellino il nome "Maynard" e porta la parrucca.

## Tracce
Testi e musiche di Billy Howerdel e Maynard James Keenan.
CD promozionale (Europa)
1. The Outsider – 4:06

DVD (Paesi Bassi)
1. The Outsider (Audio) – 4:06
2. Weak and Powerless (Video) – 3:17 – video diretto dai Fratelli Strause

DVD – Lost in the Bermuda Triangle (Europa, Stati Uniti)
1. The Outsider (Extended Music Video) – 6:31
2. Bikini Bandits and the Golden Rod Part 1 – 5:01
3. Bikini Bandits and the Golden Rod Part 2 – 3:27
4. Bikini Bandits and the Golden Rod Part 3 – 6:31
5. Bikini Bandits and the Golden Rod Trailer – 1:27
6. Bikini Bandits Save the Christmas Trailer – 1:13

## Formazione
Hanno partecipato alle registrazioni, secondo le note di copertina di Thirteenth Step:
Gruppo
- Maynard James Keenan – voce
- Billy Howerdel – chitarra, voce
- Josh Freese – batteria
- Jeordie Osborne White – basso

Produzione
- Billy Howerdel – produzione, ingegneria del suono
- Maynard James Keenan – produzione esecutiva
- Steve Duda – montaggio digitale
- Andy Wallace – missaggio

## Classifiche
| Classifica (2004)             | Posizione massima |
| ----------------------------- | ----------------- |
| Paesi Bassi                   | 69                |
| Stati Uniti                   | 79                |
| Stati Uniti (alternative)     | 5                 |
| Stati Uniti (mainstream rock) | 3                 |